# 布濟區
19°53′31″S 34°36′25″E / 19.892°S 34.607°E

布濟區（葡萄牙語：Búzi），是莫桑比克的行政區，位於該國中東部，由索法拉省負責管轄，首府設於布濟，面積7,329平方公里，2007年人口159,614，人口密度每平方公里22人。